# Metropolitan Cammel Carriage & Wagon Company

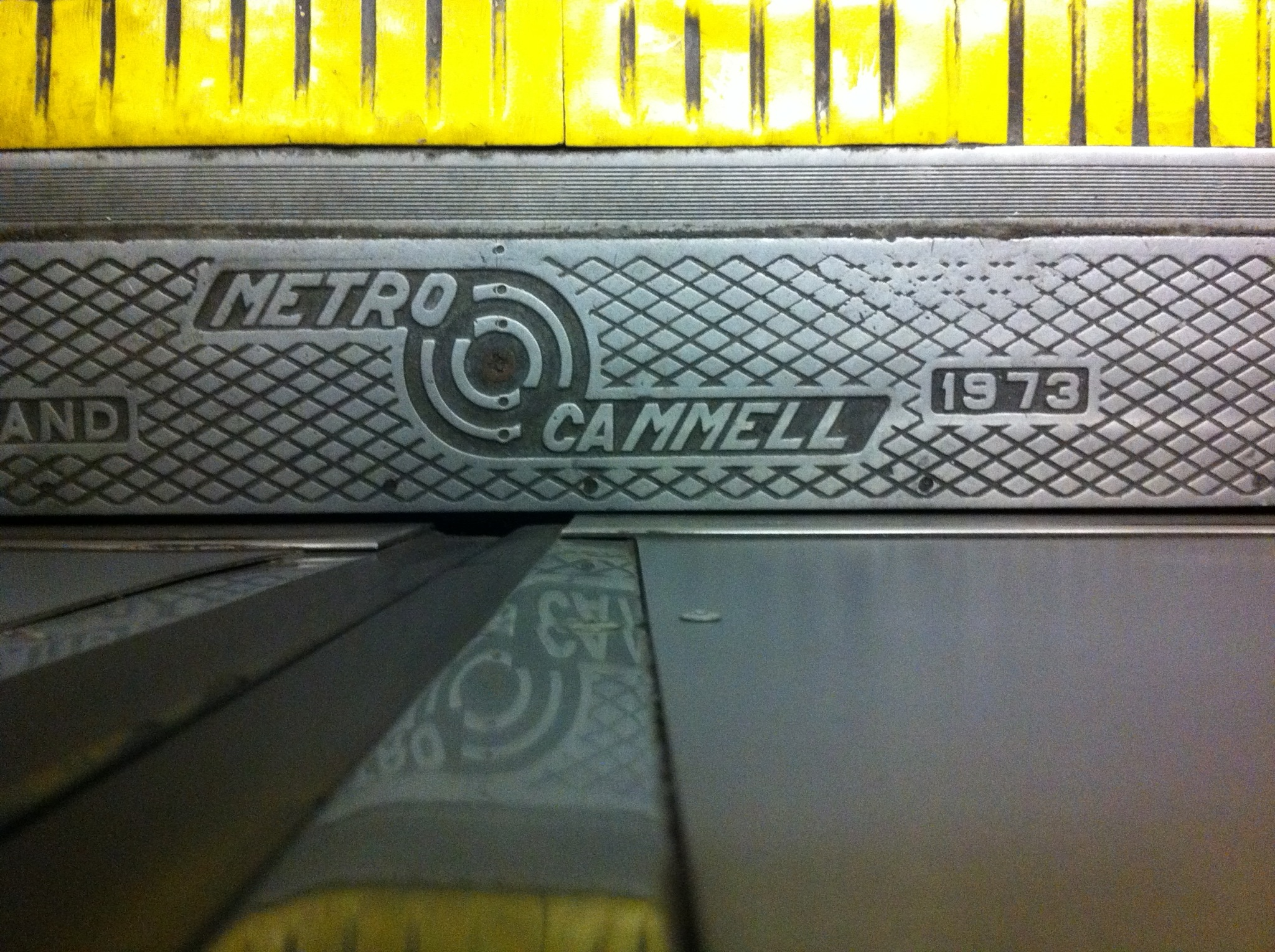
Plaque montrant le logo de la Metropolitan Cammel Carriage & Wagon Company sur une ancienne rame du métro londonien

La Metropolitan Cammel Carriage & Wagon Company est une ancienne compagnie britannique de construction de matériel ferroviaire créée en 1863 et établie à Saltley, Birmingham, Angleterre.